# Branislav Subotić Sube
Branislav Subotić Sube (1926 – 2004) bio je akademski slikar i tapiserista.Ovaj svestrani umetnik dobitnik je mnogobrojnih ngrada za grafički dizajn, slikarstvo i tapiseriju.
Rođen je 1926. u Beogradu. Srednju školu za primenjenu umetnost u Beogradu završio je 1948. Diplomirao je 1951. godine na Akademiji za primenjenu umetnost u Beogradu, na Odseku za dekorativno slikarstvo.
Od 1951. do 1956. radi kao profesor u Školi za primenjenu umetnost u Sarajevu.
Bio je prvi predsednik Udruženja likovnih i primenjenih umetnosti Bosne i Hercegovine, čiji je bio i osnivač, kao i predsednik ULUPUDSa od 1973 do 1977.
Na poziv Skupštine grada Beograda, 1963. godine osniva Školu za industrijsko oblikovanje (današnju Školu za dizajn), čiji je direktor od 1963 do 1972.
Na Fakultetu primenjenih umetnosti Beogradskog univerziteta umetnosti od 1972 do 1992. godine predaje tapiseriju na katedri za tekstil.

## Nagrade
- nagrada ULUPUSa za slikarstvo na Majskom salonu (Beograd, 1970)
- nagrada XIV Oktobarskog salnona za tapiseriju (Beograd, 1973)
- nagrada Jugoeksporta na XVI Oktobarskom salonu za slikarstvo (Beograd, 1975)
- nagrada za životno delo ULUPUDSa (Beograd, 1997)
- godišnja nagrada za tapiseriju[3] (Novi Sad, 2001)

## Izložbe
Branislav Subotić je tokom svog stvaralačkog rada imao 25 kolektivnih i 15 samostalnih izložbi.